# Клаус Шлаппнер
Клаус Шлаппнер (нім. Klaus Schlappner, нар. 22 травня 1940, Лампертгайм) — німецький футбольний тренер.

## Кар'єра тренера
Розпочав тренерську кар'єру 1977 року, увійшовши до тренерського штабу клубу «Дармштадт 98». За два роки став головним тренером цієї команди.
Згодом протягом 1980-х тренував «Дармштадт 98», «Вальдгоф», «Саарбрюкен», а на початку 1990-х — «Карл Цейс». 1983 року на чолі «Вальдгофа» вигравав Другу Бундеслігу.
1992 року був запрошений очолити тренерський штаб національної збірної Китаю. Керував її діями на Кубку Азії 1992, де китайці здобули бронзові нагороди.
У 1995–1996 роках знову працював на батьківщині із «Вальдгофом», після чого повернувся до Китаю, де 1996 року привів команду «Чунцін Ліфань» до перемоги у другому футбольному дивізіоні країни.
Останнім місцем тренерської роботи спеціаліста був іранський «Пайкан», головним тренером команди якого Клаус Шлаппнер був з 2000 по 2001 рік.

## Титули і досягнення
- Бронзовий призер Кубка Азії: 1992